# تراویس لی
تراویس لی (انگلیسی: Travis Lee؛ زادهٔ ۲۶ مهٔ ۱۹۷۵) بازیکن بیس‌بال اهل ایالات متحده آمریکا است.
از باشگاه‌هایی که در آن بازی کرده‌است می‌توان به نیویورک یانکیز اشاره کرد.
وی در مسابقات کشوری و بین‌المللی در مجموع برندهٔ ۱ مدال برنز شده‌است.